# Голяма Казабланка
Голяма Казабланка е един от 16-те региони на Мароко. Населението му е 3 631 061 жители (2004 г.), а площта 1615 кв. км. Намира се в часова зона UTC+0 в североизточната част на страната. В района се намира Казабланка, икономическата столица на Мароко.